# La Liguria
La Liguria es una antigua localidad y actual barrio de la ciudad de Resistencia, en el sudeste de la Provincia del Chaco, Argentina.
Se desarrolló originalmente a partir de un complejo industrial ubicado a mitad de camino entre Resistencia y Barranqueras fundado por Juan Rossi en 1888. La elección del lugar se debió a la cercanía del puerto de Barranqueras, único medio que en ese entonces aseguraba la salida de la producción. Con el tiempo las urbanizaciones de Resistencia y Barranqueras crecieron, hasta quedar unidas (antes de 1960) ediliciamente a lo largo de la avenida 9 de Julio que las vincula formando el Gran Resistencia, y con ellas La Liguria fue absorbida por dicha urbe.

## Geografía
Actualmente es considerada un barrio de la ciudad de Resistencia, y sus límites lo constituyen las avenidas Agrimensores Seeltrang, 9 de Julio y Farías, más los lados sur de las lagunas Blanca y Mujeres Argentinas. No obstante si se considera el complejo fabril como parte del barrio el mismo incluiría los barrios Villa Mitre y Villa Jardín, delimitados por las avenidas Agrimensores Seelstrang, 9 de Julio, Viuda de Ross, la calle Don Bosco y el lado sur de la laguna Negra. Posee una parroquia donde se encuentra la iglesia de La Merced, la escuela primaria N° 319 "juan Manuel Rossi", la biblioteca "Mariano Moreno" y un sinnúmero de locales comerciales dispersos en todo el barrio. Dentro del mismo se halla la laguna La Liguria.
El predio del regimiento situado al sur del barrio se suele conocer como el escuadrón de La Liguria.

## Historia
En 1888 el inmigrante italiano Juan M. Rossi fundó la fábrica La Fabril Financiera (conocida popularmente como La Fabril), ubicada entre las actuales calles 9 de Julio, Bibiano Meza, Cocomarola y Obligado. Primero funcionó allí un aserradero, que luego se convirtió en una fábrica de aceite de tártago, algodón y maní. La fábrica de aceite de semilla de algodón se inauguró en 1913 y fue la primera fábrica de este tipo en el país.

## Población
La Liguria es uno de los pocos casos de barrios construidos en las costas de la ciudad que alberga viviendas de perfil socioeconómico medio-alto.